# Pindapoy
Pindapoy  es una localidad y estación de ferrocarril argentina ubicada en el departamento Apóstoles de la Provincia de Misiones. Depende administrativamente del municipio de San José, de cuyo centro urbano dista unos 3 km.
La localidad se desarrolla junto a la estación de ferrocarril cercana a la localidad de San José, quedando delimitada por las rutas nacionales 105 y 14, y los arroyos Pindapoy Chico y San José. Dicha estación de ferrocarril fue la que atrajo la radicación de algunas industrias que motorizaron el crecimiento de San José. Por su actual baja población y cercanía a San José funciona casi como un barrio pauperizado del mismo. 
El edificio de la estación fue construido en 1930 pero desde los 1990 solo queda una pequeña estructura abandonada, saqueada destruida por vándalos.

## Historia
La localidad de Pindapoy supo ser el motor de San José, cuando la empresa Pindapoy SA cosechaba y empaquetaba los cítricos de la zona y estos eran enviados por Ferrocarriles Argentinos hasta la ciudad de Concordia, donde los frutos eran embolsados, encajonados o procesados y exportados. En época de cosecha salían dos o tres trenes de carga diarios. También había un aserradero donde se hacían los cajones, el cual hoy tampoco funciona.

## Toponimia
El nombre con el cual es conocida esta localidad argentina y la famosa empresa frutícola que tuvo en tal localidad su base, proviene de las palabras guaraníes "pinda" y "po’i", que significan «anzuelo fino».

## Cultivo de cítricos
La localidad de Pindapoy fue célebre a nivel nacional por sus cultivos intensivos de excelentes cítricos, pero el declive del ferrocarril como medio de transporte y la quiebra de empresas cítricas hicieron casi desaparecer la economía productiva, empobreciendo a Pindapoy.